# William Hurt
William Hurt (Washington DC, 20 de març de 1950 - Portland, Oregon, 13 de març de 2022) fou un actor estatunidenc.

## Biografia
Estudià teologia a Londres i a Boston. Després estudià teatre a la Juilliard School.
William Hurt començà la seva carrera al teatre a finals dels anys 70, després es llançà al cinema en Altered States de Ken Russell el 1980. Continuà amb Eyewitness de Peter Yates el 1981, després a Body Heat de Lawrence Kasdan o Gorky Park (1983) de Michael Apted.
William Hurt col·laborà tres vegades amb Lawrence Kasdan per a qui rodà The Big Chill (1983) i The Accidental Tourist (1988). Passà llavors al drama amb Children of a Lesser God (1986). La seva actuació a  O Beijo da Mulher Aranha li valgué l'Oscar al millor actor així com el Premi d'interpretació masculina del Festival de Canes 1985. William Hurt treballà igualment amb Woody Allen per a Alice el 1990. Ja pare de tres fills, William tingué una filla amb l'actriu francesa Sandrine Bonnaire el 1993. Continuà amb Smoke amb Wayne Wang el 1994, Jane Eyre de Franco Zeffirelli i Un Divan a Nova York de Chantal Akerman el 1996.
A finals dels anys 90, William Hurt es llançà a la ciència-ficció amb Dark City (1998) d'Alex Proyas, Lost in Space (1998) de Stephen Hopkins i A.I. Artificial Intelligence (2001) de Steven Spielberg. Alternà entre cinema comercial (The Village (2004) de M. Night Shyamalan i petites obres cerebrals: Al més prop del paradís (2002) de Tonie Marshall, al costat de Catherine Deneuve, i The King (2005). Fou candidat també a l'Oscar pel seu paper a Una història de violència (de David Cronenberg).
El 2018 anuncià que patia un càncer de pròstata terminal, que finalment s'estengué als ossos.

## Filmografia

### Anys 1970
- 1977: The Best of Families (fulletó Tv): James Lathrop
- 1978: Verna: USO Girl (TV): Walter

### Anys 1980
- 1980: Altered States: Professor Eddie Jessup
- 1981: Testimoni presencial (Eyewitness): Daryll Deever
- 1981: Foc en el cos (Body Heat): Ned Racine
- 1981: All the Way Home (TV): Jay Follet
- 1982: A Midsummer Night's Dream (TV): Oberon
- 1983: The Big Chill: Nick Carlton
- 1983: Gorky Park: Arkady Renko
- 1985: O Beijo da Mulher Aranha: Luis Molina
- 1986: Children of a Lesser God: James Leeds
- 1987: Broadcast News: Tom Grunick
- 1988: A Time of Destiny: Martin Larraneta
- 1988: El turista accidental (The Accidental Tourist): Macon Leary

### Anys 1990
- 1990: T'estimo fins a la mort (I Love You to Death): Harlan James
- 1990: Marilyn Hotchkiss' Ballroom Dancing and Charm School: Steve (veu)
- 1990: Alice: Doug Tate
- 1991: The Doctor: Dr. Jack MacKee
- 1991: Bis ans Ende der Welt: Sam Farber, alias Trevor McPhee
- 1992: La Peste: Doctor Bernard Rieux
- 1993: Mr. Wonderful: Tom
- 1994: Ispoved neznakomtsu: L'estranger
- 1994: Trial by Jury: Tommy Vesey
- 1995: Smoke: Paul Benjamin, Novelist
- 1996: Jane Eyre: Rochester
- 1996: Un divan a Nova York (Un divan à New York): Henry Harriston
- 1996: Michael: Frank Quinlan
- 1997: Loved: K.D. Dietrickson
- 1998: Dark City: Inspector Frank Bumstead
- 1998: The Proposition: Arthur Barret
- 1998: One True Thing: George Gulden
- 1999: The 4th Floor: Greg Harrison
- 1999: The Big Brass Ring: William Blake Pellarin
- 1999: Sunshine: Andor Knorr
- 1999: Do Not Disturb: Walter Richmond

### Anys 2000
- 2000: The Simian Line: Edward
- 2000: The Miracle Maker: Jairus (veu)
- 2000: The Contaminated Man: David R. Whitman
- 2000: Dune (minisèrie de televisió): Duc Leto Atréides
- 2001: The Flamingo Rising (TV): Turner Knight
- 2001: Varian's War (TV): Varian Fry
- 2001: A.I. Artificial Intelligence: Prof. Hobby, el visionari
- 2001: Rare Birds: Dave
- 2002: Changing Lanes: Doyle's Sponsor
- 2002: Tuck Everlasting: Angus Tuck
- 2002: Master Spy: The Robert Hanssen Story (TV): Robert P. Hanssen
- 2004: La papallona blava (Le Papillon bleu): Alan Osborne
- 2004: The Village: Edward Walker
- 2004: Frankenstein (TV): Professor Waldman
- 2005: The King: David
- 2005: Una història de violència: Richie Cusack
- 2005: Hunt for Justice (TV): General Mortimer
- 2005: Neverwas: Dr. Peter Reed
- 2005: Syriana: Stan
- 2006: The Legend of Sasquatch: John Davis (veu)
- 2006: The Good Shepherd: Philip Allen
- 2007: Mr Brooks: Marshall
- 2007: Into The Wild: Walt McCandless
- 2008: Angles d'attaque: le president Ashton
- 2008: L'increïble Hulk (The Incredible Hulk): el General Thaddeus «thunderbolt» Ross
- 2008: Danys i perjudicis (Damages) (TV): Daniel Purcell

### Anys 2010
- 2010: Endgame de Pete Travis: Will Esterhuyse
- 2010: Robin Hood de Ridley Scott: William Marshal
- 2010: La Comtesse de Julie Delpy
- 2014: Conte d'hivern (Winter's Tale)

## Premis i nominacions

### Premis
- 1985: Premi a la interpretació masculina (Festival de Cannes) per O Beijo da Mulher Aranha
- 1986: Oscar al millor actor per O Beijo da Mulher Aranha
- 1986: BAFTA al millor actor per O Beijo da Mulher Aranha

### Nominacions
- 1986: Globus d'Or al millor actor dramàtic per O Beijo da Mulher Aranha
- 1987: Oscar al millor actor per Fills d'un déu menor
- 1987: Globus d'Or al millor actor dramàtic per Fills d'un déu menor
- 1988: Oscar al millor actor per Broadcast News
- 1988: Globus d'Or al millor actor musical o còmic per Broadcast News
- 2006: Oscar al millor actor secundari per Una història de violència
- 2009: Primetime Emmy al millor actor secundari en sèrie dramàtica per Danys i perjudicis
- 2010: Globus d'Or al millor actor secundari en sèrie, minisèrie o telefilm per Danys i perjudicis
- 2011: Primetime Emmy al millor actor en minisèrie o telefilm per Too Big to Fail
- 2012: Globus d'Or al millor actor en minisèrie o telefilm per Too Big to Fail